# Jan Žižka (film, 1956)
Jan Žižka je československý hraný film natočený režisérem Otakarem Vávrou v roce 1955 na motivy díla spisovatele Aloise Jiráska. Jedná se o druhý díl Vávrovy filmové husitské revoluční trilogie. Děj tohoto historického snímku, který navazuje na film Jan Hus, se odehrává v rozmezí let 1419 a 1420. Ústředním motivem filmu je vyhrocení situace v Čechách po upálení mistra Jana Husa a lidová vzpoura proti papežské autoritě a proti novému králi Zikmundu Lucemburskému. V čele této rebelie stojí horlivý kněz Jan Želivský a králův pobočník a pozdější hejtman Jan Žižka.

## Děj
V úvodu sledujeme služku Johanku, známou již z předchozího dílu, která po upálení svého mistra Jana Husa cestuje Čechami a vodí uprchlé poddané na zakázaná kázání na hory. Její skupina je přepadena oddíly pána z Rožmberka a jen se štěstím se jí podaří uprchnout před panskými biřici.
Král Václav IV. je v této době vydírán vyslanci svého bratra Zikmunda a papeže, kteří mu vyhrožují vyhlášením křížové války, pokud nebude potlačeno husitské hnutí v zemi a Václav nedokáže vrátit zabavené církevní majetky zpět katolíkům. Václav tomuto tlaku nakonec podlehne, zakáže všechna srocování v zemi a pobočníku Janu Žižkovi rozkáže, aby nechal zabavit zbraně všem Pražanům.
Při střetu s královými vojáky jsou následně zajati studenti Ješek, Prokůpek a s nimi také tři pražští tovaryši. Kněz Jan Želivský v čele pražské chudiny, kterou proti králově vůli nechal vyzbrojit Jan Žižka, vytáhne po plamenném kázání v kostele Panny Marie Sněžné k Novoměstské radnici, kde jsou všichni zajatci drženi jako rukojmí. Před radnicí se srotí ozbrojený dav vedený Želivským a Janem Žižkou, který požaduje vydání zajatců, při tom je napaden královskými biřici. Radní rozkážou popravit zajatce, tehdy však husité prolomí bránu a vtrhnou dovnitř. Davu se podaří osvobodit čtyři přeživší zajatce, neboť student Ješek je biřici ještě před probouráním brány zákeřně usmrcen. Rozlícený dav poté svrhne královy novoměstské konšely z oken radnice a za svého vůdce a hejtmana si spontánně zvolí Jana Žižku.
Když se o těchto převratných událostech a zradě Jana Žižky dozvídá nemocný král Václav, který se právě zdržoval na loveckém hrádku nedaleko hlavního města, zachvátil jej výbuch vzteku, načež zemřel na záchvat mozkové mrtvice. Králova smrt ještě posílí pozici odbojných husitů, kteří nesouhlasí s vysokou šlechtou, která za Václavova nástupce považuje králova mladšího bratra Zikmunda. Z Prahy uprchne královna Žofie a Václavovo tělo je v tajnosti převezeno k pohřbu v Zbraslavském klášteře.
Římského a uherského krále Zikmunda Lucemburského zastihne zpráva o smrti jeho bratra na tažení proti Turkům ohrožujícím z jihu Uherské království. Zikmund rozkáže české šlechtě, aby povstání v Čechách potlačila a svým zástupcem v zemi ustanoví předního kališnického šlechtice Čeňka z Vartmberka. Zikmundovi loajální šlechta bojuje s pražským lidem, který podpoří venkovští husité. Husitům se podaří obsadit Menší město, tehdy však radikály zradí bohatí kupci ze Starého města, kteří se tajně dohodnou s Vartemberkem. Zradou obsadí po Pražském hradě také Vyšehrad, čímž pražská města zcela obklíčí.
Jan Žižka a kněz Václav Koranda proto z Prahy odvedou část radikálně smýšlejících husitů, načež v jejich čele zamíří do k hoře Tábor nacházející se nedaleko Sezimova Ústí. Na této cestě (z Plzně do Tábora) je zástup husitů vedený Žižkou přepadnou nedaleko Sudoměře oddíly panské jízdy (zemská hotovost) a johanitů ze Strakonic. Film vyvrcholí bitvou, v níž husité porazí a rozeženou přesilu katolických rytířů. V boji zemře služebná Johanka, avšak ostatním kališníkům se po bitvě podaří dosáhnout vytouženého Tábora.

## Natáčení

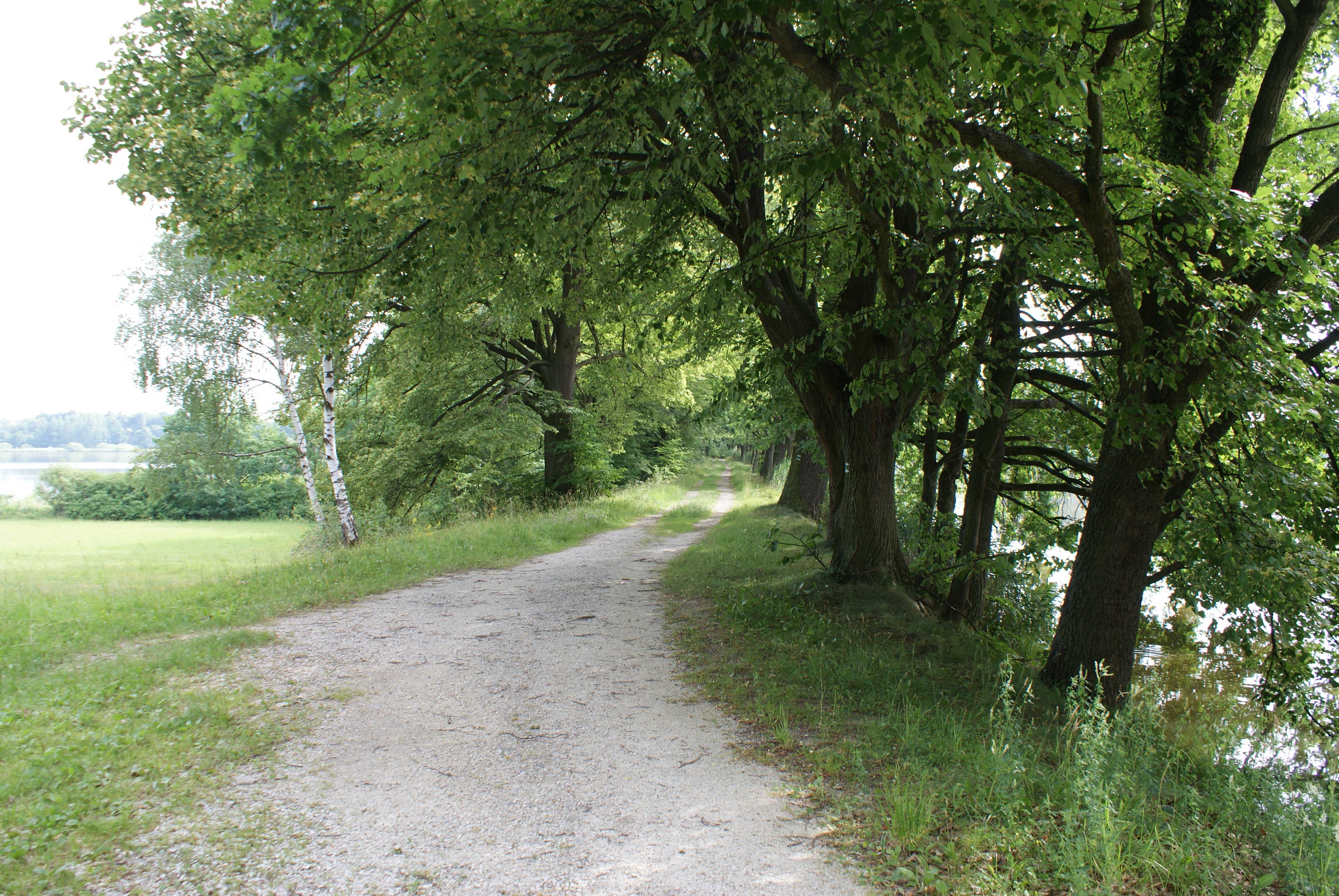
Pohled na hráz mezi rybníky Markovec a Škaredý na níž se v roce 1420 odehrála bitva u Sudoměře. Na témže místě se v roce 1955 natáčela finální scéna filmu Jan Žižka

Film Jan Žižka se natáčel v roce 1955. Na natáčení se jako historičtí a vojenští poradci podíleli také historici Josef Macek, Jan Durdík či Eduard Wagner. Hudbu, kterou měl na starost Jiří Srnka, zařídil Filmový symfonický orchestr a Pěvecký sbor Československého rozhlasu, který řídil František Belfín. Jako vedoucí sekce kostýmů se na filmu podílel také Jiří Trnka. Kromě ateliérů a filmových staveb se snímek natáčel rovněž v jižních Čechách. Finální scéna zachycující bitvu u Sudoměře byla natočena přesně v místech, kde se v roce 1420 boj skutečně odehrál. Jako komparsisté si ve filmu zahráli obyvatelé vesnic ležících v blízkosti bojiště.
Natáčení probíhalo za účasti útvarů československé armády, jezdeckých klubů Svazarmu, které k filmování dodaly množství koní, a Vojensko-historického ústavu.

## Přijetí
Snímek je, podobně jako ostatní díly Vávrovy husitské trilogie, do dnešních dnů ceněn pro svou monumentálnost, výpravu, kostýmy a zdařilé bojové scény. Přesto bývá tento film kritizován za svou přílišnou poplatnost režimu 50. let, schematičnost, za své budovatelské nadšení a kvůli zkreslování dějin.
Husité jsou ve snímku veskrze vykreslováni jako ctnostní zastánci komunistických ideálů. Zato jejich soupeři, tedy vysoká šlechta, katolická církev, čeští i zahraniční Němci a král, jsou přibližováni jako zrádní, falešní a úskoční nepřátelé lidu, kterým jde pouze o vlastní prospěch, moc a majetek.

## Obsazení
| Zdeněk Štěpánek      | Jan Žižka                        |
| František Horák      | Jan Želivský                     |
| Vlasta Matulová      | královna Žofie                   |
| Karel Höger          | král Václav IV.                  |
| Jan Pivec            | římský a uherský král Zikmund    |
| Ladislav Pešek       | králův šašek Miserere            |
| Václav Voska         | Čeněk z Vartenberka              |
| Vítězslav Vejražka   | Václav z Dubé                    |
| Gustav Hilmar        | Jan z Chlumu                     |
| Miloš Kopecký        | Pán ze Šternberka                |
| Gustav Opočenský     | Jindřich z Hradce (johanita)     |
| Vladimír Leraus      | arcibiskup pražský               |
| Marie Tomášová       | služka Johanka                   |
| Vilém Besser         | tesař Jíra                       |
| Jaroslav Vojta       | pekař Joha                       |
| Marie Vášová         | Johova žena                      |
| Vladimír Ráž         | Tomeš, Johův syn                 |
| Otto Lackovič        | Ondřej, Johův syn                |
| František Kreuzmann  | staroměstský purkmistr           |
| Míla Pačová          | paní purkmistrová                |
| Rudolf Hrušínský     | purkmistrův syn                  |
| František Vnouček    | novoměstský konšel Šimon         |
| Vladimír Řepa        | novoměstský konšel Bradatý       |
| František Filipovský | novoměstský konšel Elegán        |
| Vojtěch Plachý-Tůma  | Štěpán od Váhy                   |
| Ladislav Boháč       | Jakoubek ze Stříbra              |
| Miroslav Doležal     | Václav Koranda                   |
| Oldřich Vykypěl      | hejtman Chval Řepický z Machovic |
| Adolf Vojta-Jurný    | hejtman Kuneš z Bělovic          |
| Miroslav Holub       | vyslanec tureckého sultána       |
| Jaroslav Mareš       | student Prokůpek                 |
| Josef Kemr           | student Ješek                    |